# Guz
Guz (tiếng Ba Tư: گز, Tiếng Hin-ddi: गज}) hoặc yard Mughul, cũng được viết là gaz, guzz, guj, huj hoặc gudge, là một [[đơn vị đo chiều dài]] được sử dụng ở các vùng của Châu Á. Trong lịch sử, nó là một phép đo biến đổi theo vùng, tương tự như yard Anh cả về kích thước và ở chỗ nó thường được sử dụng để đo hàng dệt may. Giá trị của guz dao động từ 24 inch đến 41 inch theo thời gian. Ngày nay, nó thường được sử dụng ở tiểu lục địa Ấn Độ như một từ để chỉ một "yard". Một sari ngày nay vẫn được đo là 7 huj trong khi một sari truyền thống có thể dài tới 9 huj.

## Ấn Độ và Pakistan
Việc sử dụng guz ở Ấn Độ lần đầu tiên trong Đế chế Mughal. Guz ở Rajasthan vào cuối thế kỷ 17 được trích dẫn là 28½ inch. Đến năm 1875, giá trị trung bình của guz ở Bengal là 36 inch (nghĩa là một sân), nhưng là 33 inch ở Madras và 27 inch ở Bombay.
Vào thế kỷ 20, guz được trích dẫn thống nhất là có chiều dài bằng một yard trong hệ thống Anh, hoặc 0,91 mét trong hệ mét.
Guz vẫn thường được sử dụng ở tiểu lục địa Ấn Độ. Nó đã trở thành từ tiêu chuẩn trong tiếng Hindi và tiếng Urdu cho "yard".

## Anh
Từ guz (cũng được đánh vần là guzz, vào thời điểm đó) đã đi vào Từ điển tiếng Anh Oxford vào cuối thế kỷ 19, ban đầu được đưa vào bởi nhà từ điển học nổi tiếng William Chester Minor, ban đầu là bằng 28 và 4/5 inch ở Ấn Độ (vì vậy rằng "5 guzz = 4 yard"). Từ này cũng được cho là đã đặt cho căn cứ của Hải quân Hoàng gia tại HMNB Devonport, ở Plymouth, biệt danh trìu mến "Guzz", khi các thủy thủ nhắc đến Dockyard, thường dùng từ viết tắt của từ đơn giản là "The Yard", dẫn đến tiếng lóng sử dụng từ tiếng Hindi cho đơn vị đo lường cùng tên.